# فيتيزسلاف ياروش
فيتيزسلاف جاروش (مواليد 23 يوليو 2001) هو لاعب كرة قدم تشيكي محترف يلعب كحارس مرمى لنادي ليفربول في الدوري الإنجليزي الممتاز ومنتخب جمهورية التشيك.

## مسيرته الكروية

### بداياته
بدأ جاروش مسيرته مع ناديه المحلي بريبرام حيث لعب لمدة ثلاث سنوات قبل الانضمام إلى سلافيا براغ في عام 2011. أمضى هناك ست سنوات قبل التوقيع مع ليفربول في عام 2017، لينضم إلى أكاديمية النادي والفوز بكأس الاتحاد الإنجليزي للشباب في موسمه الثاني مع الفريق.
في صيف عام 2019، ظهر لأول مرة مع الفريق الأول في مباراة ودية قبل الموسم ضد ترانمير روفرز، حيث لعب الشوط الثاني في الفوز 6–0. بعد ذلك بوقت قصير تعرض لإصابة في التدريب أوقفت تقدمه، حيث تلقى ضربة في مرفقه من مسافة قريبة أدت إلى تمزق رباط من العظم، حيث تطلبت الإصابة إجراء عملية جراحية تسببت في غيابه لعدة أشهر.

### ليفربول
جاءت أول مشاركة لجاروش مع فريق ليفربول الأول في مباراة رسمية في فبراير 2020، عندما وُضع على مقاعد البدلاء في مباراة الإعادة بالدور الرابع لكأس الاتحاد الإنجليزي ضد شروزبري تاون. وقع عقدًا جديدًا طويل الأمد مع النادي في 9 يوليو 2020. في الموسم التالي، كان جاروش على مقاعد البدلاء مرة أخرى في ثلاث مباريات في دوري أبطال أوروبا، على أرضه وخارجها ضد أياكس وخارج أرضه أمام ميتييلاند، على الرغم من أنه ظل بديلاً غير مستخدم في جميع المباريات الثلاث.

#### الإعارة إلى باتريك أتلتيك
في 3 فبراير 2021، أُعلن أن جاروش قد انضم إلى نادي باتريك أتلتيك من دوري الدرجة الممتازة الأيرلندي على سبيل الإعارة طوال موسم 2021. وهذا جعله ثاني لاعب على الإطلاق من جمهورية التشيك يوقع للنادي، بعد ابن مدينته -بشيبرام- ميخال ماسيك. ظهر لأول مرة مع سانت باتريك، والذي كان ظهوره الرسمي الأول، في 19 مارس 2021، في تعادل 1–1 مع شامروك روفرز في ديربي دبلن في ملعب تالاغت. لقي أداء جاروش الأول إشادة كبيرة من مدربه ستيفن أودونيل الذي صرح "لقد أظهر الليلة ما أظهره طوال فترة ما قبل الموسم. بالنسبة للاعب صغير السن، 19 عامًا، أن يتمتع بعقلية جيدة وأن يكون هادئًا للغاية - إذا رأيته ولم تعرف عمره، فأنت ستقول: "هذا لاعب مخضرم، هذا محترف حقيقي".  حافظ على شباكه نظيفة لأول مرة في مسيرته الاحترافية في 3 أبريل 2021، حيث فاز فريقه 1–0 خارج أرضه على بوهيميان في ديربي مدينة دبلن على ملعب داليمونت بارك ليتصدر جدول ترتيب الدوري.
واصل جاروش الحفاظ على نظافة شباكه في خمس مباريات من أصل ست مباريات حيث ظل فريقه بلا هزيمة بعد تسع مباريات، واستقبل أربعة أهداف فقط. في 12 نوفمبر 2021، اختير جاروش كلاعب العام في النادي، كما صوت له مشجعو النادي بعد موسمه الأول الذي شهد مساعدته لفريقه على احتلال المركز الثاني، وهو أفضل مركز حققه الفريق منذ الفوز باللقب عام 2013. في 28 نوفمبر 2021، ظهر جاروش لأخر مرة مع النادي في نهائي كأس جمهورية أيرلندا 2021، حيث تغلب فريقه على منافسه بوهيميان بنتيجة 4–3 بركلات الترجيح بعد التعادل 1–1 بعد وقت إضافي أمام حضور جماهيري قياسي في نهائي كأس جمهورية أيرلندا بلغ 37،126 متفرجًا في ملعب أفيفا. غادر النادي في نهاية الموسم، منتظرًا التوجيه من يورغن كلوب بشأن خطوته التالية، حيث صرح مدرب ليفربول "كان فيت رائعًا في أيرلندا"، بينما أكد مدربه في باتريك أتلتيك ستيفن أودونيل، أنه كان أفضل حارس مرمى يبلغ من العمر 20 عامًا رأه على الإطلاق، بما في ذلك كاسبر شمايكل الذي كان زميلًا له في فالكيرك في نفس العمر. في 26 يناير 2022، أُعلن أن جاروش قد تم اختياره كأفضل حارس مرمى من SWI حسب تصويت الصحفيين الأيرلنديين.

#### الإعارة إلى نوتس كاونتي
في 27 يناير 2022، انتقل جاروش إلى نادي نوتس كاونتي في الدوري الوطني على سبيل الإعارة حتى نهاية الموسم. ظهر لأول مرة مع النادي في 1 مارس 2022 في خسارة 3–1 خارج أرضه أمام تشيسترفيلد. جاءت شباكه النظيفة الأولى للنادي في ظهوره الخامس مع النادي، في فوز 2–0 على إيستلي على ملعب ميدو لين في 19 فبراير 2022. شارك في إجمالي 15 مباراة مع النادي خلال فترة إعارته، حيث فشلوا في الصعود إلى الدوري الإنجليزي الدرجة الثانية في التصفيات.

#### الإعارة إلى ستوكبورت كونتي
في 4 يوليو 2022، وقع جاروش مع نادي ستوكبورت كونتي من دوري الدرجة الثانية الإنجليزي على سبيل الإعارة لمدة موسم. ظهر جاروش لأول مرة مع النادي في 9 أغسطس 2022 في مباراة كأس رابطة الأندية الإنجليزية المحترفة خارج أرضه أمام نادي هاروجيت تاون حيث حافظ على نظافة شباكه في فوز 1–0. تبع ذلك بالحفاظ على نظافة شباكه مرة أخرى في فوز 1–0 بعد أربعة أيام على أرضه أمام كولتشستر يونايتد في أول ظهور له في الدوري مع النادي. في 23 أغسطس 2022، حافظ جاروش على نظافة شباكه في تعادل 0–0 مع فريق ليستر سيتي من الدوري الإنجليزي الممتاز في مباراة كأس رابطة الأندية الإنجليزية المحترفة، كما تصدى لركلة جزاء من جيمس ماديسون في ركلات الترجيح حيث هُزم فريقه 3–1 بركلات الترجيح. شارك في 13 مباراة مع النادي في جميع المسابقات خلال فترة إعارته.

#### الإعارة إلى شتورم غراتس
في 9 يناير 2024، وقع جاروش عقدًا جديدًا مع ليفربول وانضم إلى نادي شتورم غراتس من الدوري النمساوي على سبيل الإعارة. ظهر لأول مرة على المستوى الأوروبي في مسيرته يوم 15 فبراير 2024، في فوز 4–1 على سلوفان براتيسلافا في الدوري الأوروبي. في 1 مايو 2024، حقق مع الفريق كأس النمسا 2023–24 بعد الفوز بنتيجة 2–1 على رابيد فيينا في النهائي. شارك في 21 مباراة في جميع المسابقات خلال فترة إعارته والتي انتهت بالفوز بالدوري النمساوي 2023–24، لتحقيق الثنائية وإنهاء سلسلة الألقاب المتتالية لريد بل زالتسبورغ التي استمرت 10 سنوات.

#### العودة إلى ليفربول
في 5 أكتوبر 2024، ظهر جاروش لأول مرة مع ليفربول وفي الدوري الإنجليزي الممتاز، حيث حل بديلاً لأليسون في الدقيقة 79 من فوز خارج الأرض 1–0 على كريستال بالاس. ظهر لأول مرة مع النادي بشكل أساسي في 30 أكتوبر 2024، حيث بدأ في التشكيل خلال فوز خارج الأرض 3–2 على برايتون أند هوف ألبيون في كأس رابطة الأندية الإنجليزية المحترفة، وحصل على الثناء لتصديه المذهل بأطراف أصابعه على القائم من رأسية سيمون أدينجرا في الدقيقة 50.

## مسيرته الدولية
مثل جاروش جمهورية التشيك في مختلف مستويات الشباب، حيث تم استدعاؤه لأول مرة إلى منتخب جمهورية التشيك تحت 21 سنة في سبتمبر 2021. ظهر لأول مرة مع فريق الشباب المذكور في فوز 3–0 على أندورا تحت 21 سنة في 29 مارس 2022.
استُدعي جاروش إلى قائمة منتخب جمهورية التشيك الأول لأول مرة للمباريات الودية في مارس 2024 ضد النرويج وأرمينيا. في مايو 2024، تم اختياره في القائمة المشاركة في بطولة أمم أوروبا 2024. ظهر جاروش لأول مرة على المستوى الدولي يوم 7 يونيو 2024 في فوز ودي 7–1 ضد مالطا في جروديج، النمسا، حيث دخل كبديل لماتيج كوفار في الشوط الأول.

## الإحصائيات

### النادي
آخر تحديث بعد المباراة التي لُعبت يوم 30 أكتوبر 2024.
| النادي                 | الموسم   | الدوري                          | الدوري | الدوري  | الكأس المحلي | الكأس المحلي | كأس الدوري | كأس الدوري | أوروبيًا | أوروبيًا | أخرى   | أخرى    | المجموع | المجموع |
| النادي                 | الموسم   | الدرجة                          | الظهور | الأهداف | الظهور       | الأهداف      | الظهور     | الأهداف    | الظهور  | الأهداف | الظهور | الأهداف | الظهور  | الأهداف |
| ---------------------- | -------- | ------------------------------- | ------ | ------- | ------------ | ------------ | ---------- | ---------- | ------- | ------- | ------ | ------- | ------- | ------- |
| أكاديمية ليفربول       | 2020–21  | —                               | —      | —       | —            | —            | —          | —          | —       | —       | 2      | 0       | 2       | 0       |
| ليفربول                | 2019–20  | الدوري الإنجليزي الممتاز        | 0      | 0       | 0            | 0            | 0          | 0          | 0       | 0       | 0      | 0       | 0       | 0       |
| ليفربول                | 2020–21  | الدوري الإنجليزي الممتاز        | 0      | 0       | 0            | 0            | 0          | 0          | 0       | 0       | 0      | 0       | 0       | 0       |
| ليفربول                | 2021–22  | الدوري الإنجليزي الممتاز        | 0      | 0       | 0            | 0            | 0          | 0          | 0       | 0       | —      | —       | 0       | 0       |
| ليفربول                | 2022–23  | الدوري الإنجليزي الممتاز        | 0      | 0       | 0            | 0            | 0          | 0          | 0       | 0       | —      | —       | 0       | 0       |
| ليفربول                | 2023–24  | الدوري الإنجليزي الممتاز        | 0      | 0       | 0            | 0            | 0          | 0          | 0       | 0       | —      | —       | 0       | 0       |
| ليفربول                | 2024–25  | الدوري الإنجليزي الممتاز        | 1      | 0       | 0            | 0            | 1          | 0          | 0       | 0       | —      | —       | 2       | 0       |
| ليفربول                | المجموع  | المجموع                         | 1      | 0       | 0            | 0            | 1          | 0          | 0       | 0       | 0      | 0       | 2       | 0       |
| باتريك أتلتيك (إعارة)  | 2021     | دوري الدرجة الممتازة الأيرلندي  | 34     | 0       | 5            | 0            | —          | —          | —       | —       | —      | —       | 39      | 0       |
| نوتس كاونتي (إعارة)    | 2021–22  | دوري الدرجة الخامسة الإنجليزي   | 15     | 0       | —            | —            | —          | —          | —       | —       | 0      | 0       | 15      | 0       |
| ستوكبورت كونتي (إعارة) | 2022–23  | الدوري الإنجليزي الدرجة الثانية | 11     | 0       | 0            | 0            | 2          | 0          | —       | —       | 0      | 0       | 13      | 0       |
| شتورم غراتس (إعارة)    | 2023–24  | الدوري النمساوي                 | 14     | 0       | 3            | 0            | —          | —          | 4       | 0       | —      | —       | 21      | 0       |
| الإجمالي               | الإجمالي | الإجمالي                        | 75     | 0       | 8            | 0            | 3          | 0          | 4       | 0       | 2      | 0       | 92      | 0       |

1. ↑  تشمل كأس الاتحاد الإنجليزي، كأس جمهورية أيرلندا، كأس النمسا
2. ↑  تشمل كأس رابطة الأندية الإنجليزية المحترفة
3. ↑  الظهور في  كأس دوري كرة القدم الإنجليزية
4. ↑  الظهور في دوري المؤتمر الأوروبي

## الجوائز والإنجازات
أكاديمية ليفربول
- كأس الاتحاد الانجليزي للشباب: 2018–19[51]

باتريك أتلتيك
- كأس جمهورية أيرلندا: 2021[17]

شتورم غراتس
- الدوري النمساوي: 2023–24[40]
- كأس النمسا: 2023–24[39]

الفردية
- أفضل لاعب في العام في باتريك أتلتيك: 2021[52]

## وصلات خارجية
- Profile at the Liverpool F.C. website
- فيتيزسلاف ياروش – سجل منافسات اليويفا